# Jake the Rapper
Jake the Rapper, de son vrai nom Jacob Dove Basker (né en 1970 dans le Bronx, New York), est un producteur, rappeur, acteur et disc jockey américain.

## Biographie
Jacob Dove Basker est né en 1970 dans le quartier du Bronx, à New York, et passe son enfance hors de sa ville natale dans des villes comme Moscow (Idaho) et Chicago (Illinois). Il étudie à la Hochschule für bildende Künste de Hambourg et travaille comme dessinateur de bandes dessinées et tatoueur. Dans les années 2000, il a été DJ résident du Bar 25 à son domicile de Berlin où il réside depuis 2005. 
En 2015, il s'associe à Traffic Signs pour la sortie de son morceau Cookie's Jar. Le 18 mai 2018, il organise sa propre édition Danse avec moi - Jack the Rapper Bronx Edition. Le 18 décembre 2021, il part jouer au Sama-Han, en Turquie.

## Discographie
- 2005 : Jake the Rapper (LP/CD, Combination Records)
- 2008 : Les Stalking (Combination Records)
- 2011 : What's the Point (avec Alexander Kowalski) (Damage Music Berlin)
- 2015 : Cookie's Jar (single)

## Filmographie
- 2008 : L'Amour toujours (d'Edwin Brienen)
- 2009 : Revision – Apocalypse II (d'Edwin Brienen)